# Melica grandiflora
Melica grandiflora är en gräsart som beskrevs av Gen-Iti Koidzumi. Melica grandiflora ingår i släktet slokar, och familjen gräs. Inga underarter finns listade i Catalogue of Life.